# ميكاليس إيوانو
ميكاليس إيوانو (باليونانية: Μιχάλης Ιωάννου)‏ هو لاعب كرة قدم قبرصي في مركز الوسط، ولد في 30 يونيو 2000 في لارنكا في قبرص. لعب مع أنورثوسيس فاماغوستا.

## وصلات خارجية
- ميكاليس إيوانو على موقع الاتحاد الأوربي (الإنجليزية)
- ميكاليس إيوانو على موقع قاعدة بيانات كرة القدم.إي يو (الإنجليزية)
- ميكاليس إيوانو على موقع ناشيونال فوتبول تيمز (الإنجليزية)
- ميكاليس إيوانو على موقع Soccerway.com (الإنجليزية)
- ميكاليس إيوانو على موقع عالم كرة القدم.نت (الإنجليزية)